# كأس الأمير 1979–80
أقيمت بطولة كأس الأمير رقم 19 في موسم 1979/1980، وقد شارك في هذه البطولة جميع الفرق.

## الفرق المشاركة
- نادي الشباب الكويتي
- نادي خيطان
- نادي الفحيحيل
- نادي اليرموك
- نادي السالمية
- نادي الجهراء
- نادي كاظمة
- نادي النصر الكويتي
- نادي الصليبيخات
- نادي الساحل الكويتي
- نادي العربي الكويتي
- نادي التضامن الكويتي
- نادي الكويت
- نادي القادسية الكويتي

## الدور التمهيدي
- نادي الشباب الكويتي × نادي خيطان (2:4)
- نادي الفحيحيل × نادي اليرموك (1:2)
- نادي السالمية × نادي الجهراء (0:1)
- نادي كاظمة × نادي النصر الكويتي (1:6)
- نادي الصليبيخات × نادي الساحل الكويتي (4:6)
- نادي العربي الكويتي × نادي التضامن الكويتي (1:3)

## الدور الربع نهائي
- نادي العربي الكويتي × نادي الصليبيخات (2:3)
- نادي كاظمة × نادي القادسية الكويتي (0:2)
- نادي السالمية × نادي الفحيحيل (4:6)
- نادي الكويت × نادي الشباب الكويتي (0:1)

## الدور النصف نهائي
- نادي الكويت × نادي السالمية (0:2)
- نادي كاظمة × نادي العربي الكويتي (0:1)

## مباراة تحديد المركزين الثالث والرابع
- نادي العربي الكويتي × نادي السالمية (0:2)

## النهائي
- نادي الكويت × نادي كاظمة (2:3)

سجل أهداف الكويت :
- محمد عبد الله
- جبار عبد القدوس
- عادل عباس

سجل هدفي كاظمة :
- يوسف سويد هدفين

## هداف البطولة
- فايز سعيد (الصليبيخات) 5 أهداف.